# Шикейн
Никълъс Брейсгърдъл, по-известен с артистичния си псевдоним Шикейн, е британски музикант, композитор, автор на песни и звукозаписен продуцент. Жанровата му специализация е транс и чил-аут музиката. Едни от най-известните му песни са „Offshore”, която е включена в много компилации в чил-аут и денс версиите си; „Saltwater”, в която вокалите са поверени на члена на Кланад, Мара Бренан; както и постигналият позиция №1 Don't Give Me Up, с вокали на Браян Адамс, която става Топ 10 хит в различни класации в Европа и Австралия.
Far from the Maddening Crowds, дебютният албум на Шикейн от 1997 година, все още е считан за много важна плоча в транс общността, а вторият му албум, Behind the Sun от 2000 година, получава златен сертификат във Великобритания. След известно закъснение е реализиран третият му албум, Somersault, чрез независимата звукозаписна компания на Брейсгърдъл. Скоро след това е издаден отново запис на Far from the Maddening Crowds за 10-годишнината на албума, в който е включен нов микс на Offshore (Offshore 2007). Издава четвъртия си албум Giants през 2010 година, а 5-ият, Thousand Mile Stare, се появява през пролетта на 2012 година.
Освен това Брейсгърдъл работи под псевдонимите Диско Ситизънс, продуцирайки няколко песни с по-остро звучене, без вокали, в по-твърд прогресив хаус стил. Работи с певицата Ванеса Джеймс и продуцента Мистър Джошуа; става част от проекта Мистър Джошуа Призентс Еспириту, известен с песента In Praise of the Sun, която има английски и френски вокали. Брейсгърдъл също така действа под името Ребъл Транскенър, с което продуцира ремикс на 14 Hours to Save the Earth на Томски. Освен това продуцира сингъла Wishful Thinking с псевдонима Ситвак.